# Dao (estat)
 L'Estat de Dao (xinès tradicional: 道國, xinès simplificat: 道国, pinyin: Dào Guó) va ser un estat vassall duran la Dinastia Zhou (1046 – 221 BCE), localitzada en la part sud del Comtat de Runan, Henan. Dao va existir en l'ombra del poderós veí de l'Estat de Chu que hi era en taules amb l'igualment poderós Estat de Qi.